# Fälle Dammsjö
Fälle Dammsjö är en sjö i Uddevalla kommun i Bohuslän och ingår i Örekilsälvens huvudavrinningsområde. Sjöns area är 0,025 kvadratkilometer och den är belägen 124,5 meter över havet.